# Ожидаево
Ожида́ево — село в Холмском городском округе Сахалинской области России, в 25 км от районного центра.
Находится на берегу реки Ожидаевской.

## История
До 1945 года принадлежало японскому губернаторству Карафуто и называлось Накано (яп. 中野). После передачи Южного Сахалина СССР село было переименовано. Современное название очевидно связано с особенностью следования поездов на одноимённой станции.

## Население
| 2002 | 2010 | 2013 | 2021 |
| ---- | ---- | ---- | ---- |
| 17   | ↘12  | ↘9   | ↘6   |

По переписи 2002 года население — 17 человек (11 мужчин, 6 женщин). Преобладающая национальность — русские (82 %).